# Casseta & Planeta: Seus Problemas Acabaram!
Casseta & Planeta: Seus Problemas Acabaram! é um filme brasileiro de 2006, do gênero comédia, dirigido por José Lavigne e com o grupo humorístico brasileiro Casseta & Planeta. O filme é uma continuação indireta de A Taça do Mundo é Nossa, de 2003. O filme tornou-se notável por ter sido o último trabalho de Bussunda. 

## Sinopse
Dr. Botelho Pinto é um advogado idealista com uma ideia fixa: acabar de vez com as Organizações Tabajara. Diante do juiz da "Primeira Vara de Família: Primeiro a Mãe, Depois a Filha", Botelho acusa o império empresarial de testar em seu cliente favelado Lindauro das Dores um medicamento com um efeito colateral inesperado: desperta em cães no cio um apetite sexual incontrolável pelo paciente. O cliente é morto tragicamente por um elefante antes da solução do caso.
Outro cliente das Organizações Tabajara é localizado sob o efeito de um dos produtos: ficou com o traseiro virado para a frente. Antes de testemunhar, porém, ele é morto por um atirador de elite. Botelho explica para Priscila, sua secretária (que à noite trabalha como stripper usando o nome Priscilinha Tsunami), por que odeia tanto as Organizações: em seus tempos de criança, uma ração adulterada teria transformado seu carneirinho favorito num maníaco.
Segundos antes que o juiz pudesse bater o martelo, ele descobre que seu peixe de estimação foi sequestrado. Seguindo as pistas, Botelho Pinto encontra o covil onde Seu Creysson se encarrega de adulterar os produtos das Organizações Tabajara, assim desmoralizando a concorrência ao Grupo Capivara. Seu Creysson supostamente morre, mas antes revela que é o verdadeiro pai de Botelho.

## Elenco
- Murilo Benício.... Dr. Botelho Pinto
- Maria Paula Fidalgo.... Priscilinha Tsunami / Xuxa
- Beto Silva.... Peludão da Sauna Gay / Larry King / advogado de Gel / Capitão Calcinha / duende / surfista
- Bussunda.... Lindauro das Dores / Surfista / Duende / Sogra do atirador de elite
- Cláudio Manoel.... Seu Creysson / advogado de Gel / repórter chicano / garoto propaganda / surfista
- Hélio de la Peña.... Chicória Maria / Mordomo Jarbas / duende / Zé Pequeno / surfista / publicitário-de-rabo-de-cavalo / Frei Jackson (voz)
- Hubert.... Wanderney da Sauna Gay / atirador de elite / Fucker / taxista / publicitário-de-rabo-de-cavalo / meirinho / surfista
- Marcelo Madureira.... Juiz Alencastro Ramalhete / surfista / publicitário-de-rabo-de-cavalo / Funcionário do Zoológico
- Reinaldo .... Ubiracy / Sucker / advogado de Gel / o âncora da TV Al Jacira/ Surfista
- Luana Piovani (participação especial)
- Juliana Paes (participação especial)
- Marcos Pasquim (participação especial)